# Hypotia bleusei
Hypotia bleusei är en fjärilsart som beskrevs av Charles Oberthür 1888. Hypotia bleusei ingår i släktet Hypotia och familjen mott. Inga underarter finns listade i Catalogue of Life.